# Paul Odlin
Paul Odlin (19 de septiembre de 1978) es un ciclista profesional neozelandés.
Comenzó a destacar en 2007 cuando fue tercero en el Campeonato de Oceanía en Ruta y cuarto en el Campeonato de Oceanía Contrarreloj cuando aún era amateur. En 2011 se convirtió en profesional al fichar por el equipo neozelandés del Subway Cycling Team (primer equipo ciclista profesional de Nueva Zelanda) donde en el 2012 se hizo ganador del UCI Oceania Tour 2011-2012 al ganar el Campeonato de Oceanía en Ruta y ser segundo en el Campeonato de Oceanía Contrarreloj. 

## Palmarés
2008 (como amateur)
- 3º en el Campeonato Oceánico en Ruta
- 2.º en el Campeonato de Nueva Zelanda Contrarreloj
- 1 etapa del Tour de Wellington

2012
- Campeonato de Nueva Zelanda Contrarreloj
- 2.º en el Campeonato Oceánico Contrarreloj
- Campeonato Oceánico en Ruta

2013 (como amateur)
- 3º en el Campeonato de Nueva Zelanda Contrarreloj
- Campeonato Oceánico Contrarreloj

## Equipos
- Subway Cycling Team (2011-2012)